# Danny Bonaduce
Pour les articles homonymes, voir Bonaduce.
Dante Daniel Bonaduce, dit Danny Bonaduce, est un acteur américain né le 13 août 1959  à Philadelphie, en Pennsylvanie (États-Unis), d'origine italienne. Il est reconnu pour son rôle de Danny Partridge dans la série télévisée américaine The Partridge Family qui a tenu l'affiche du 25 septembre 1970 au 23 mars 1974. Cette série était basée sur la vie d'une véritable famille de musiciens, The Cowsills, un groupe populaire de la fin des années '60 et début '70. 

## Biographie
Danny Bonaduce a participé à la CCW Hulk Hogan's Academy où le principe était que 10 stars des États-Unis apprennent le catch. Un de ses plus grands matchs est le Falls Count Anywhere match contre Dustin Diamond.

## Filmographie
- 1967 : Accidental Family (TV) : Danny - un épisode
- 1967 : The Second Hundred Years (TV) : Un petit garçon - un épisode
- 1969 : The fight (Court Métrage) : George
- 1969 : Madame et son fantôme (TV) : Danny Shoemaker - un épisode Jonathan Tells It Like It Was.
- 1969 : Mayberry R.F.D. (TV) : trois épisodes : Mike's Birthday Party Rick, Goober and the Telephone Girl Danny, Emmett's Retirement Garçon anonyme.
- 1969 : Ma sorcière bien-aimée (TV) : deux épisodes : A Bunny for Tabitha Robert, Going Ape Garçon.
- 1970 - 1974 : The Partridge Family (TV) : Danny Partridge.
- 1972 : Call Holme (TV) : Garçon.
- 1973 : Le Petit Monde de Charlotte (Charlotte's Web) : Avery Arable (voix).
- 1970 : The good guys (TV) : 1 épisode : Deep Are the Roots Stevie
- 1972 : My World and Welcome to It (TV) : 2 épisodes : Dear Is a Four Letter Word Leonard, Rally Round the Flag Garçon.
- 1972 : Call Holme (Film télévisé) : Rôle anonyme.
- 1973 : Invitation to a March (Film télévisé) : Cary Brown
- 1973 : Goober and the Ghost Chasers (TV) : 8 épisodes Danny Partridge
- 1974 : The Partridge Family, 2200 A.D. (série TV) : Danny Partridge (1974-1975) (voix)
- 1975 : Shazam! (TV) : 1 épisode Speak no evil Paul
- 1975 : Police Story (TV) : 1 épisode The Empty Weapon Joey
- 1975 : Mystère sur le vol 502 (en) (Murder on Flight 502) (TV) : 1 épisode Millard Kensington
- 1976 : La Loi de la montagne (Baker's Hawk) : Robertson
- 1977 : Fred Flintstone and Friends (en) (série TV) (voix)
- 1978 : Huit ça suffit (TV) : 1 épisode A Hair of the Dog Rôle anonyme.
- 1978 : Corvette Summer de Matthew Robbins : Kootz
- 1978 : L'affaire Colson (Film télévisé) : Étudiant
- 1978 : L'île fantastique (TV) : 3 épisodes Let the Goodtimes Roll/Nightmare/The Tiger Hot Rod
- 1978 : CBS Afternoon Playhouse (TV) : 5 épisodes : Joey & Redhawk Part 1 to 5 Sukie
- 1978 - 1983 : CHiPs (TV) : 4 épisodes : Family Crisis (1978) Fred, Karate (1981) Billy, A Threat of War (1982) Billy, High Times (1983) Myron
- 1979 : H.O.T.S. (en) : Richie Walker
- 1979 : California Fever (TV) : 1 épisode The Good Life Larry.
- 1985 : Deadly Intruder (en) : John
- 1988 : Rags to riches (TV) : 1 épisode : Guess Who's Coming to Slumber? Vince
- 1988 : Deadly intruder (Film télévisé) : John
- 1993 : America's Deadliest Home Video (vidéo) : Dougie
- 1994 : Mariés, deux enfants (TV) : 1 épisode saison 8 episode 16 :  How Green Was My Apple. Un geometre.
- 1996 : Boston Common (TV) : 1 épisode The Finals Curtain Gordon
- 1996 - 1997 : Biography Série Documentaire télévisé : 2 épisodes Lucky Luciano: Chairman of the Mob (1996), Bugsy Siegel: Gambling on the Mob Narrateur.
- 1998 : Drew Carey Show (TV) : 1 épisode : Drew's Holiday Punch Chip
- 1998 - 2001: That 70's Show (TV) : 2 épisodes : Eric's Burger Job 1998 Ricky, Radio Daze 2001 Ricky.
- 1999 : Pacific Blue (TV) : 1 épisode : Stargazer Johnny Osiris
- 1999 : Diagnostic: meurtre (TV) : 1 épisode Trash TV - Part Two Exécutif GBS.
- 1999 : Come On, Get Happy: The Partridge Family Story (en) (TV) : Narrateur
- 2000 : The Amanda Show (TV) : 1 épisode Crazy Courtney Le gars du DVD.
- 2002 : Girlfriends (TV) : 1 épisode : Taming of the Realtess Lui-même.
- 2002 : The Rerun Show (TV) : 1 épisode Diff'rent Strokes: The Rivals/The Partridge Family: Keith and Lauriebelle Danny Partridge.
- 2002 : Ozzy & Drix (TV) : 1 épisode Street Up Smirch (Voix)
- 2003 : Dickie Roberts: Ex-enfant star (Film télévisé) : Lui-même.
- 2003 : Rock Me, Baby (TV) : 1 épisode A Pain in the Aspen Lui-même
- 2003 : Monk (TV) (Saison 2, Épisode 8) : Lui-même
- 2005 : Firedog : Roscoe (voix)
- 2005 : Lil' Pimp (vidéo) : Ugly Midget (Voix)
- 2005 : The New Partridge Family (Film télévisé) : Mr Partridge.
- 2005 : Less Than Perfect (TV) : 1 épisode Playhouse Ron.
- 2006 : Dr. Dolittle 3 (Vidéo) : Ranch Steer (Voix)
- 2006 : Les experts (TV) : 3 épisodes Izzy Delancey.
- 2007 : Mobsters (TV) : 1 épisode Bugsy Siegel Narrateur.
- 2009 : PWU: 5th Anniversary Show )Vidéo) : Dewey Bonaduce
- 2009 : The Jerk Theory (Film télévisé) : Lui-même.
- 2012 : Bigfoot (TV) : Harley Anderson
- 2012 : World's Dumbest (TV) : 1 épisode World's Dumbest Partiers 20 - Narrateur
- 2013 : The (206) (TV) : 1 épisode Episode #2.1 Lui-même.